# Lasioglossum charisterion
Lasioglossum charisterion är en biart som beskrevs av Ebmer 2002. Lasioglossum charisterion ingår i släktet smalbin, och familjen vägbin. Inga underarter finns listade i Catalogue of Life.